# Station Fukaebashi
Station Fukaebashi (深江橋駅, Fukaebashi-eki) is een metrostation in de wijk Higashinari-ku in de Japanse stad Osaka. Het wordt aangedaan door de Chūō-lijn. Het station heeft twee zijperrons.

## Treindienst

### Chūō-lijn(stationsnummer C21)
| 1 | ■ Chūō-lijn | richting Nagata                                         |
| 2 | ■ Chūō-lijn | richting Morinomiya, Hommachi, Bentenchō en Cosmosquare |

## Geschiedenis
Het station werd in 1968 geopend aan metrolijn 1, thans de Chūō-lijn. Tot 1985 was dit station het eindpunt van deze lijn.

## Overig openbaar vervoer
Bussen 21, 22 en 86

## Stationsomgeving
- Station Hanaten voor de Katamachi-lijn en de Osaka Higashi-lijn
- Hoofdkantoor van Osaka Shoseki
- Hanaten (autohandel)
- Manza-theater
- Yahataya-winkelcentrum
- Autoweg 479
- Hanshin-autosnelweg 13
- Sunkus
- FamilyMart